# ۶۳۱ (میلادی)
۶۳۱ (میلادی) ششصد و سی و یکمین سال تقویم میلادی است.

## درگذشتگان
‎